# Percy Kyme Hobson
Percy Kyme Hobson (ur. 20 listopada 1893 w Fleet Hargate, zm. ?) – angielski as myśliwski okresu I wojny światowej. Odniósł 7 zwycięstw powietrznych.
Percy Kyme Hobson 10 maja 1917 roku został przeniesiony do Royal Flying Corps. Po przejściu szkolenia od 22 października 1917 roku został przydzielony do jednostki No. 84 Squadron RAF działającej na froncie zachodnim  jako pilot samolotu Royal Aircraft Factory S.E.5.
Pierwsze zwycięstwo powietrzne odniósł nad 13 lutego 1918 roku nad niemieckim samolotem Albatros D.V w okolicach St. Quentin. 13 marca zestrzelił niemieckiego asa z Jasta 8 Konrada Mettlicha.